# Cat Quest III
Cat Quest III (también titulado Cat Quest: Pirates of the Purribean) es un videojuego de rol de acción de 2024 desarrollado por The Gentlebros y distribuido por Kepler Interactive. Es la tercera entrega en la serie de Cat Quest y fue lanzada el 8 de agosto de 2024 para Xbox One, Xbox Series X/S, PlayStation 4, PlayStation 5, Nintendo Switch y Windows.

## Jugabilidad
Cat Quest III es un juego de rol de acción. Los jugadores controlarán a un gato en una búsqueda para encontrar la «estrella del norte», un tesoro capaz de conceder los deseos de su poseedor. A lo largo del camino, el protagonista luchará contra otros grupos de piratas que buscan el artefacto. El jugador puede atacar con espadas y otras armas cuerpo a cuerpo, o a distancia con armas de fuego y varitas mágicas. Se pueden aprender hechizos para lanzarlos hacia los enemigos y aplicarles varios efectos. Los jugadores explorarán un mapa mundial compuesto por varias islas, donde podrán viajar a pie o por el océano en un barco. Las islas contienen mazmorras donde el protagonista puede luchar contra los enemigos y obtener equipamiento útil. Cruzar el océano permite combatir contra naves piratas usando cañones. Además de la búsqueda principal, los jugadores podrán completas misiones secundarias para obtener recompensas. El juego también cuenta con un modo cooperativo local.

## Recepción
Según el sitio web agregador de reseñas Metacritic, Cat Quest III recibió «reseñas generalmente favorables». Nintendo Life llamó a Cat Quest III uno de los mejores juegos indie del 2024, y elogió sus gráficos, las misiones y el combate. Sin embargo, el analista sintió al juego similar a otros juegos del género de rol de acción. Shacknews disfrutó de la escritura, apreciando su inclusión de chistes, y especialmente los jefes. A Nintendo World Report le gustó la exploración, y el juego le resultó «encantadoramente divertido», pero sintió que fue demasiado corto.